# آلیسا اشتولمر
آلیسا اشتولمر (آلمانی: Alica Stuhlemmer؛ زادهٔ ۲۴ اوت ۱۹۹۹) قایقران قایق بادبانی زن اهل آلمان است.